# 吳澋
吳澋（？—？），字文煥，號两川，江西撫州府金谿縣人，匠籍，明朝政治人物、進士出身。

## 生平
嘉靖二十五年（1546年）丙午科江西鄉試第八十七名，萬曆二年（1574年）登甲戌科進士會試第八十一名，第三甲第二百一十三名。任南京大理寺評事。

## 家族
曾祖父吳大邦；祖父吳珍；父吳鋌，曾任知縣。嫡母張氏；生母徐氏。永感下。